# Bernardino Ramazzini
Bernardino Ramazzini (Carpi, 3 de novembro de 1633 – Pádua, 5 de novembro de 1714) foi um médico italiano.

## Biografia
Ramazzini foi um precursor no uso de um derivado do quinino no tratamento de malária. Porém sua mais importante contribuição à medicina foi o trabalho sobre doenças ocupacionais chamado De Morbis Artificum Diatriba (Doenças do Trabalho) que relacionava os riscos à saúde ocasionados por produtos químicos, poeira, metais e outros agentes encontrados por trabalhadores em 52 ocupações. Este foi um dos trabalhos pioneiros e base da medicina ocupacional, que desempenhou um papel fundamental em seu desenvolvimento. Ele trabalhou como professor de medicina na Universidade de Pádua desde 1700 até sua morte.

## Ligações externas

De morbis artificum diatriba, 1745